# Luján de Cuyo

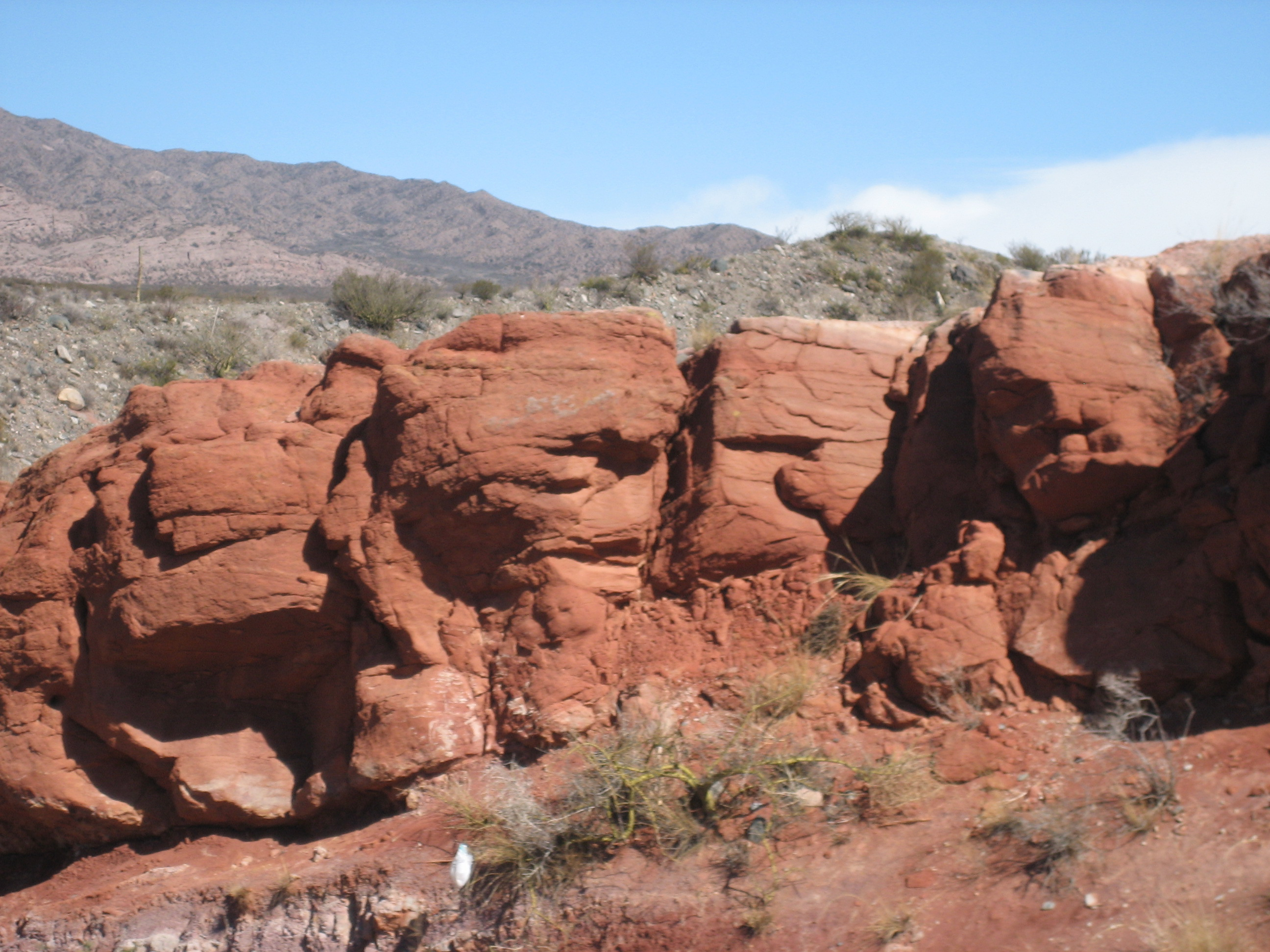
Felsen in Potrerillos, Abteilung von Luján de Cuyo

Luján de Cuyo ist die Hauptstadt des gleichnamigen Departamento Luján de Cuyo in der Provinz Mendoza im Westen Argentiniens. Sie liegt 18 Kilometer südöstlich der Provinzhauptstadt Mendoza und ist Teil der Agglomeration Gran Mendoza. Die Entfernung bis Buenos Aires beträgt 1107 Kilometer. Luján de Cuyo ist der Geburtsort des Tangosängers und Gitarristen Oscar Serpa (1919–1982).

## Geschichte
Das Gründungsdatum des Ortes ist der 11. Mai 1855.